# توماس بليزارد كورلينج

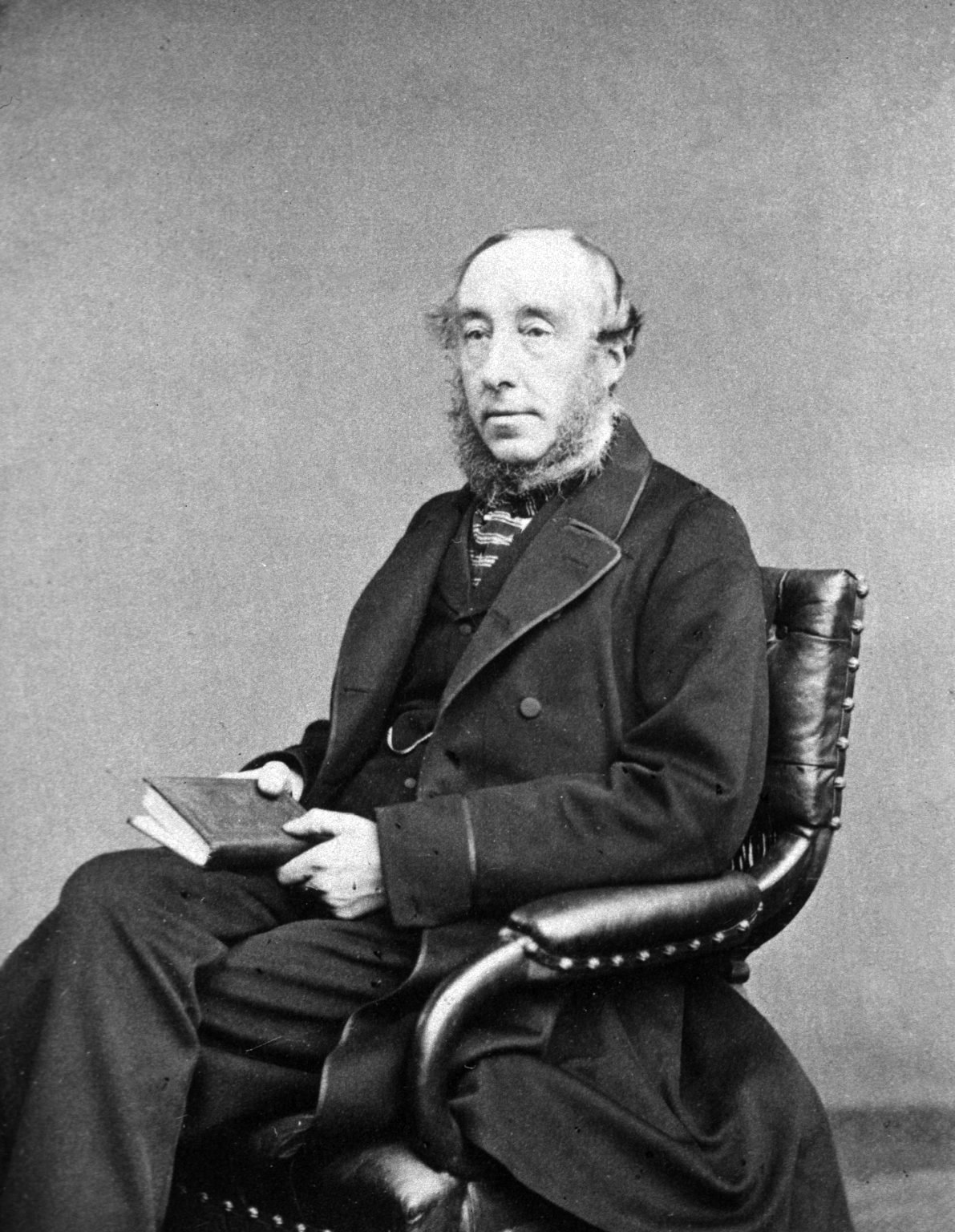
توماس Blizard الشباك

توماس بليزارد كورلينج (1811 – 4 آذار / مارس 1888) هو جراح بريطاني. ولد في تافيستوك في لندن في عام 1811، تلقى كورلينج تعليمه في منزل مانور، في منطقة تشيسوك. تأثر بالجراح الكبير السيد وليام بليزارد، في البداية أصبح مساعد طبيب جراح في مستشفى لندن الملكي في عام 1833، ثم أصبح طبيب جراح في عام 1849. في عام 1834 فاز بجائزة جاكسونيان عن تحقيقاته على الكزاز؛ اشتهر بمهارته في علاج أمراض الخصيتين والمستقيم، له مصنفات منشورة والتي طبعت لأكثر من مرة. وهي عن الإجهاد القرحة الناتجة عن الحروق سميت بعد وفاته قرحة الشباك.
انتخب زميلا في الجمعية الملكيه في حزيران / يونيه عام 1850. بعد ملء الوظائف الهامة الأخرى في الكلية عيين رئيس الجامعة في عام 1873.
توفي في مدينة كان الفرنسية في 4 آذار / مارس 1888.